# Dunajská Lužná
Dunajská Lužná è un comune della Slovacchia facente parte del distretto di Senec, nella regione di Bratislava.

## Stadio
È presente lo stadio dell'OFK Dunajská Lužná fondata nel 1921